# Xã St. Thomas, Quận Franklin, Pennsylvania
Xã St. Thomas (tiếng Anh: St. Thomas Township) là một xã thuộc quận Franklin, tiểu bang Pennsylvania, Hoa Kỳ. Năm 2010, dân số của xã này là 5.935 người.